# خوان کارلوس الوارز
خوان کارلوس الوارز (انگلیسی: Juan Carlos Álvarez؛ زادهٔ ۲ مهٔ ۱۹۵۴) بازیکن فوتبال اهل اسپانیا است.
از باشگاه‌هایی که در آن بازی کرده‌است می‌توان به باشگاه فوتبال هرکولس، باشگاه فوتبال سویا، و باشگاه فوتبال والنسیا اشاره کرد.
وی همچنین در تیم ملی فوتبال Spain amateur بازی کرده‌است.